# Opius deliciosus
Opius deliciosus är en stekelart som beskrevs av Fischer 1968. Opius deliciosus ingår i släktet Opius och familjen bracksteklar. Inga underarter finns listade i Catalogue of Life.